# Францева, Александра Вячеславовна
Алекса́ндра Вячесла́вовна Фра́нцева (род. 24 апреля 1987 года, Петропавловск-Камчатский, СССР) — российская горнолыжница, выступающая в классе спортсменов с нарушением зрения. Двукратная паралимпийская чемпионка и многократный призёр Паралимпийских игр 2014. Заслуженный мастер спорта России.
Александра — старшая сестра Ивана Францева, который также горнолыжник, участник Паралимпийских игр.

## Награды
- Орден «За заслуги перед Отечеством» IV степени (2014 год)[2].